# Jindřichův Hradec
Jindřichův Hradecⓘ (niem. Neuhaus) – miasto w Czechach, w kraju południowoczeskim. Według danych z 31 grudnia 2003 powierzchnia miasta wynosiła 7 427 ha, a liczba jego mieszkańców 22 812.
W tym mieście urodzili się reprezentanci Czech w piłce nożnej – Karel Poborský (30 marca 1972) oraz w hokeju na lodzie – Josef Straka (11 lutego 1978), Jan Marek (31 grudnia 1979), Zbyněk Michálek (23 grudnia 1982) i Milan Michálek (7 grudnia 1984).

## Demografia
| Rok             | 1970   | 1980   | 1991   | 2001   | 2003   |
| --------------- | ------ | ------ | ------ | ------ | ------ |
| Liczba ludności | 14 675 | 19 923 | 21 822 | 22 695 | 22 812 |

Źródło: Czeski Urząd Statystyczny

## Galeria

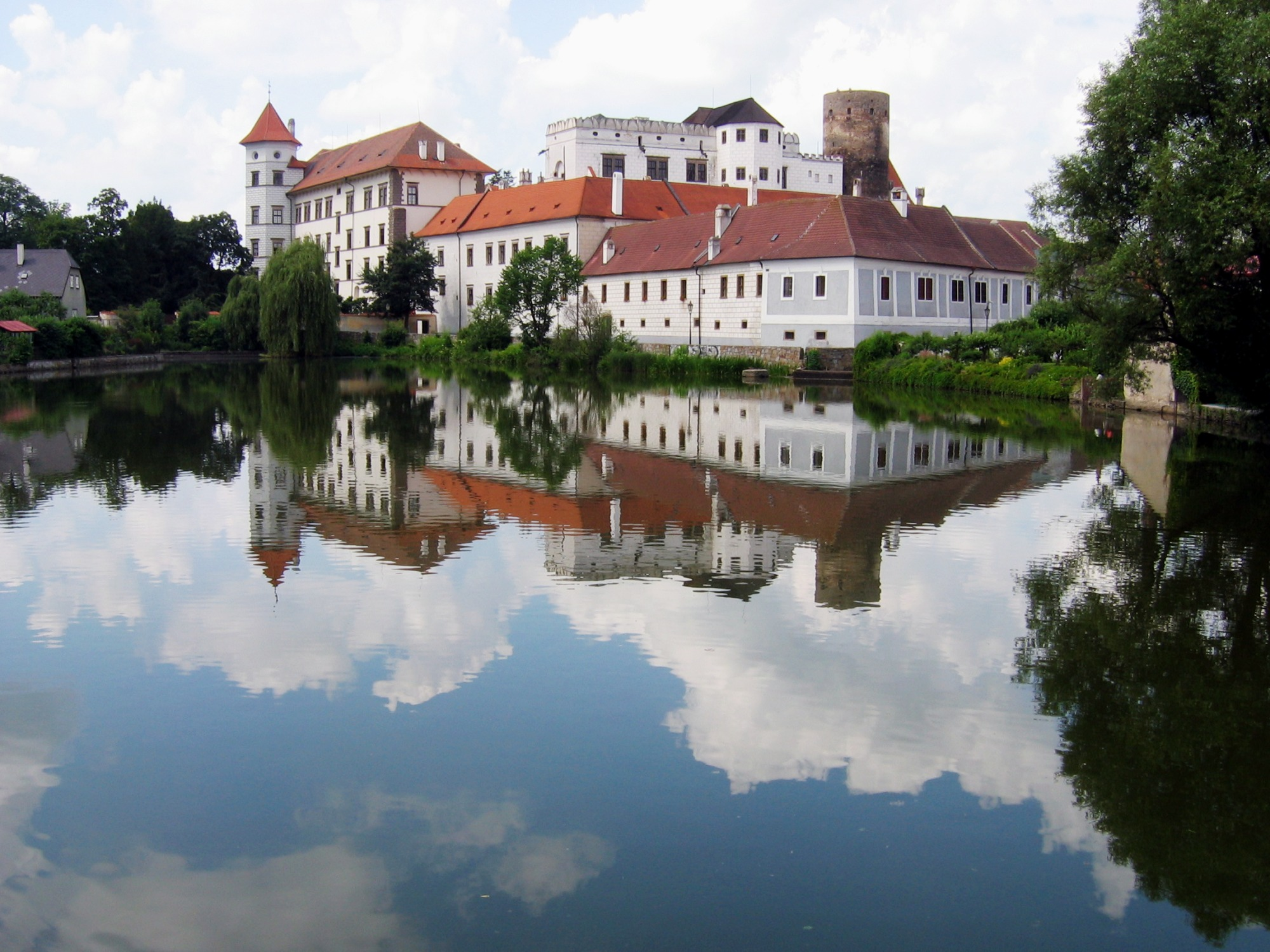
Zamek
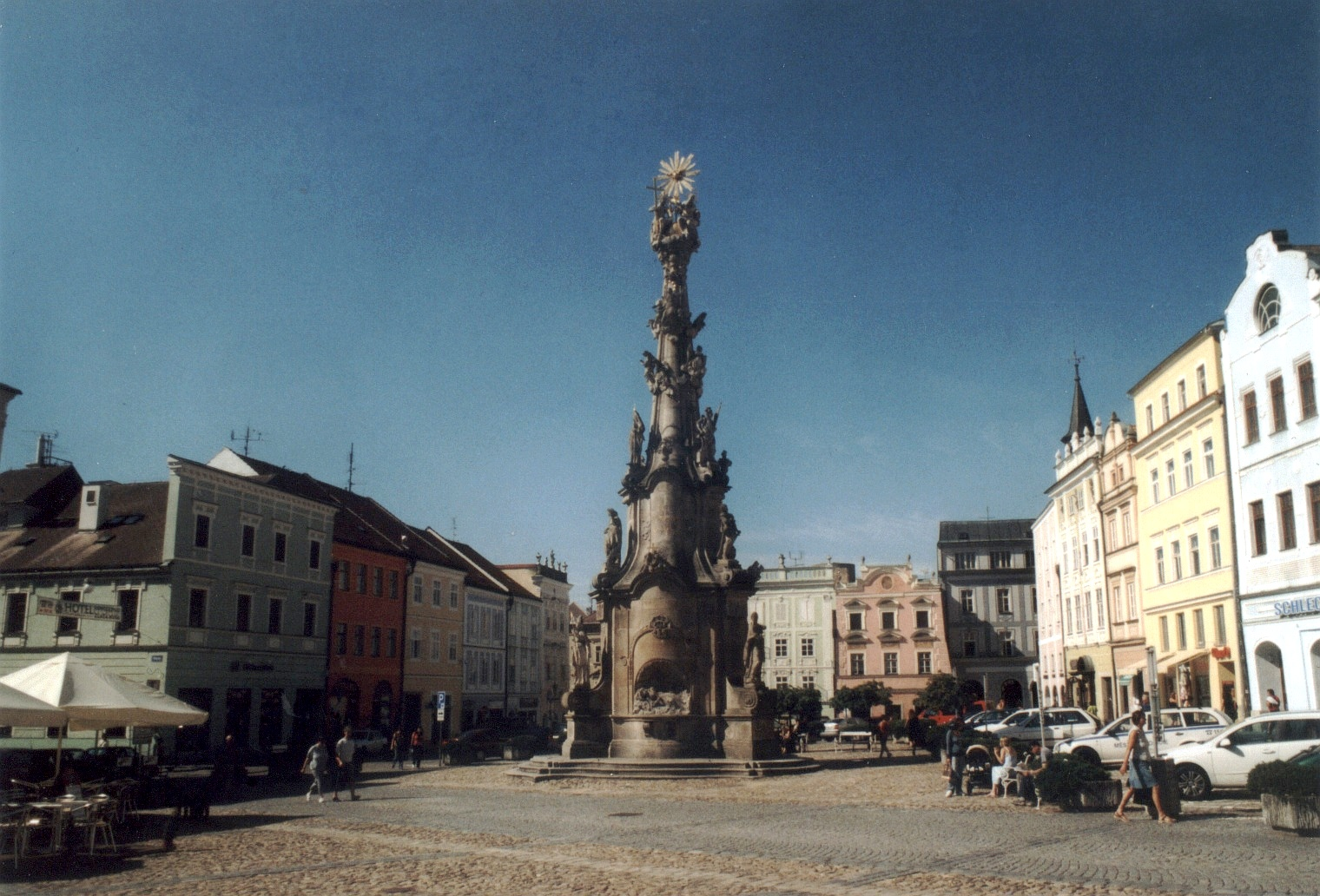
Słup na rynku
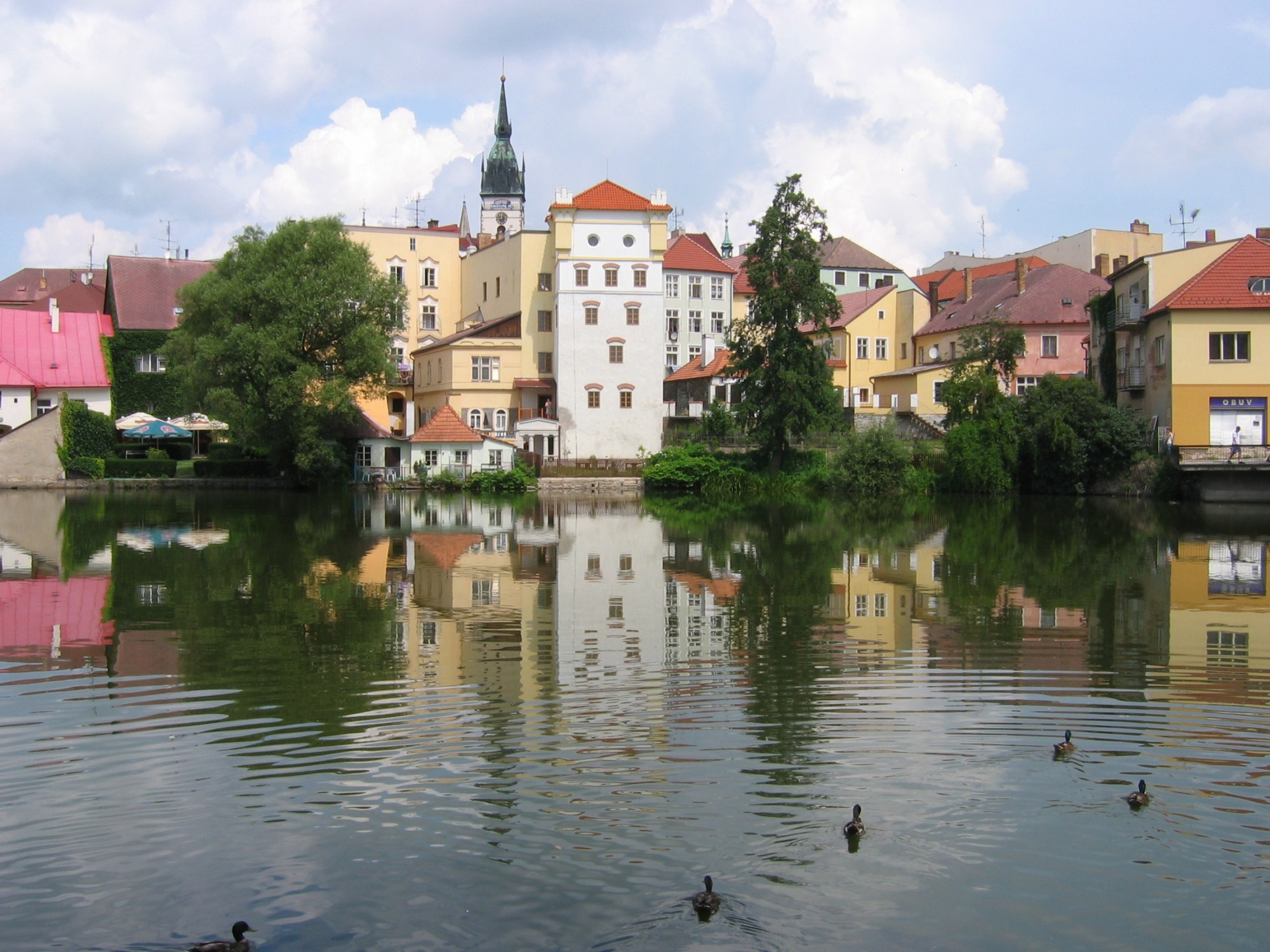
Widok miasta
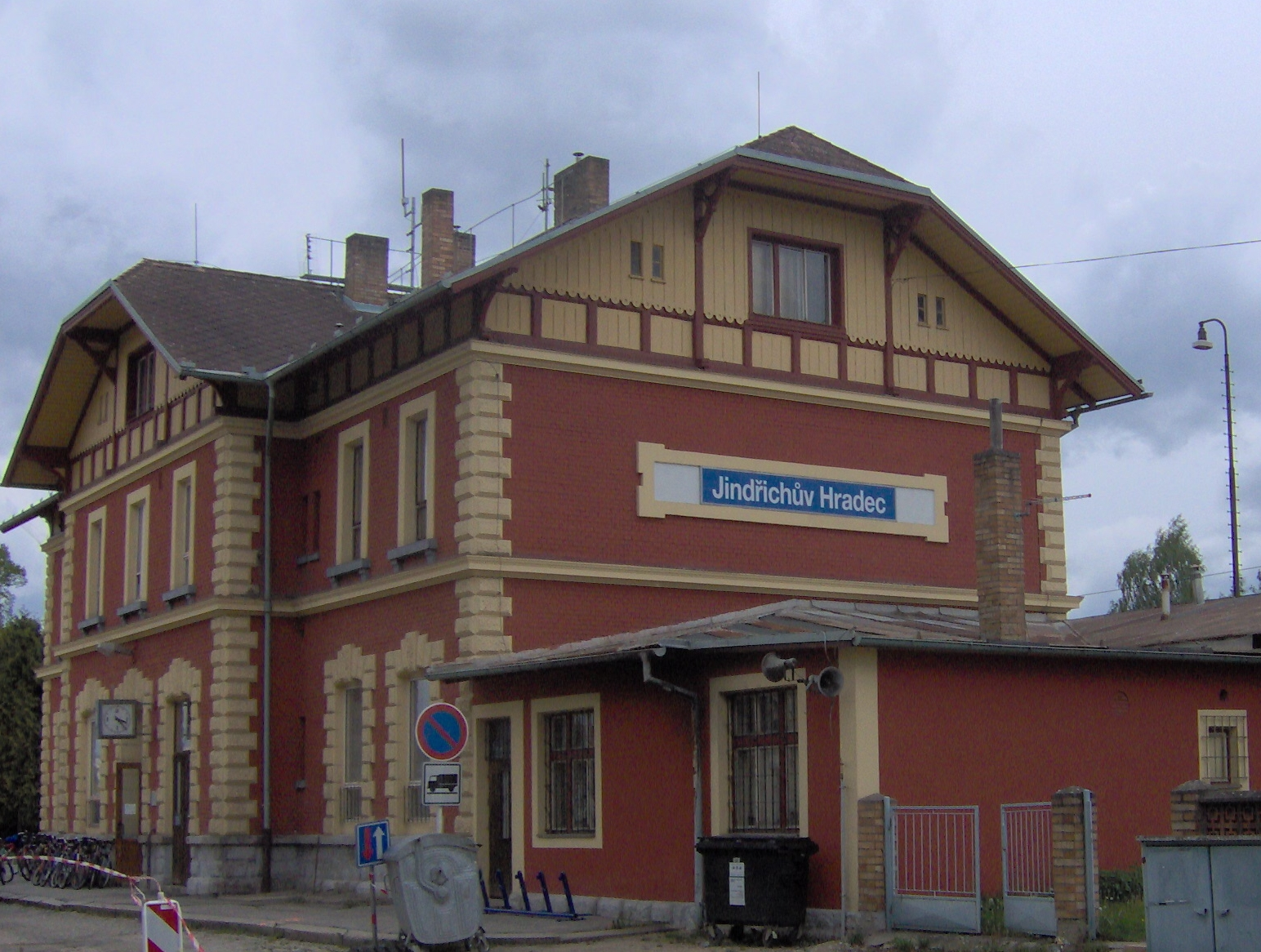
Stacja kolejowa

## Miasta partnerskie
- Krasnoufimsk, Rosja
- Neckargemünd, Niemcy
- Sárospatak, Węgry
- Steffisburg, Szwajcaria
- Zwettl-Niederösterreich, Austria